# Фока, Андрей Викторович
Андрей Викторович Фока (род. 12 июня 1985) — российский дзюдоист, бронзовый призёр чемпионата России 2010 года, победитель Маккабиады 2013 года в Тель-Авиве, серебряный призёр этапа Кубка Европы 2014 года в Хельсингборге, победитель и призёр международных турниров в Хельсинки, Вантаа и Баньска Быстрице. Выступал в полусредней весовой категории (до 81 кг).

## Спортивные результаты
- Чемпионат России по дзюдо 2010 — ;
- Чемпионат России по дзюдо 2012 — 7 место.